# Bairradas
Bairradas est une freguesia portugaise située dans le District de Leiria.
Avec une superficie de 11,77 km2 et une population de 610 habitants (2001), la paroisse possède une densité de 51,8 hab/km2.